# Bisamänder
Bisamänder (Biziura) är ett fågelsläkte i familjen änder inom ordningen andfåglar. Släktet omfattar två arter, varav en dog ut under holocen:
- Bisamand (B. lobata)
- Nyazeelandbisamand (B. delautouri) – utdöd